# کارل رینگوولد جونیور
کارل رینگوولد جونیور (انگلیسی: Carl Ringvold Jr.; ۱۶ دسامبر ۱۹۰۲ – ۲۷ اوت ۱۹۶۱) قایقران قایق بادبانی اهل نروژ بود.